# Per Gustaf Näslund
Per Gustaf Näslund, född 17 juni 1827 i Sidensjö församling, Västernorrlands län, död 24 mars 1898 i Nätra församling, Västernorrlands län, var en svensk hemmansägare och riksdagsman.
Näslund var hemmansägare i Västernorrland. Han var ledamot av Sveriges riksdags andra kammare.